# Canthidium rufipes
Canthidium rufipes är en skalbaggsart som beskrevs av Edgar von Harold 1867. Canthidium rufipes ingår i släktet Canthidium och familjen bladhorningar. Inga underarter finns listade.